# Rio Sèvre Niortaise
O rio Sèvre Niortaise é um rio localizado no oeste da França, e que desagua no oceano Atlântico. Nasce no departamento de Deux-Sèvres perto de Sepvret, a norte de Melle. 
Percorre os seguintes departamentos e comunas: 
- Deux-Sèvres: Saint-Maixent-l'École, Niort
- Vendée: Damvix
- Carântono-Marítimo: Marans

Desagua no Atlântico em Bourg-Chapon, a norte de La Rochelle. A maior cidade no seu percurso é Niort, e daí o nome Sèvre Niortaise (que assim o distingue do rio Sèvre Nantaise).